# کالی، استونی
کالی (انگلیسی: Kaali) یک روستا در دهستان سارما، شهرستان ساره در غرب استونی است که ۳۳ نفر جمعیت دارد.